# بوهوسلافا كيتسكوفا
بوهوسلافا كيتسكوفا (وُلدت في الثامن عشر من شهر مارس عام 1854 –توفت في السابع عشر من شهر أكتوبر عام 1911) هي طبيبة بوهيمية، وأول امرأة تحصل على شهادة في الطب فيما يُعرف اليوم بجمهورية التشيك. بعدما أكملت تعليمها في مدرسة براغ الثانوية للإناث، حصلت على قبولٍ خاص كي تكمل دراستها في المدرسة الثانوية (جمنازیوم) وكانت أول امرأة تحصل على شهادة ثانوية (دبلوما). لم تستطع كيتسكوفا دراسة الطب في النمسا، لذا انتقلت إلى زيوريخ وحصلت على شهادة الطب عام 1880، وأصبحت بذلك أول امرأة تشيكية تحصل على شهادة كتلك. أرادت كيتسكوفا افتتاح عيادة طبية في براغ، لكن شهادتها لم تكن مقبولة ولم تستطع الحصول على الموافقة لتسجّل اسمها ضمن قائمة الأطباء. عادت إلى المدرسة في فيينا وحصلت على شهادة قبالة ومارست مهنتها الجديدة في براغ لنحو عقدٍ من الزمن. في عام 1892، اختُيرت كيتسكوفا كي تمارس مهنة الطب وتقدم المساعدة الطبية للنساء المسلمات في البوسنة والهرسك. بعدما عملت هناك لـ 3 سنوات بصفتها طبيبة مؤقتة، أصبح منصبها دائماً عام 1896. وعلى مر الأعوام الـ 18 اللاحقة، قدّمت كيتسكوفا خدمات طبية في المنطقة المحيطة بمدينة موستار، فكتبت تقاريراً وعلمت الناس النظافة وقواعد الصحة. منذ عام 1900، درّست كيتسكوفا برامج عن الصحة في المدرسة الثانوية للإناث، وكتبت مقالات عن الصحة أُدرجت في مجلات النساء في بوهيميا.

## حياتها المبكرة
وُلدت بوهوسلافا يوزيفا كيتسكوفا في الـ 18 من شهر مارس عام 1854 في قرية بوكول التي كانت جزءاً من مملكة بوهيميا التابعة للامبراطورية النمساوية (تقع اليوم في بلدية فويكوفيتسه، مقاطعة منيلنيك في جمهورية التشيك). والداها هما يوهانا (كوبيتشكوفا بالولادة) وأدولف كيتسكوفا. كانت بوهوسلافا الابنة الوسطى في العائلة المؤلفة من 3 بنات. ورث والدها مزرعة، لكنه عمل في مهنة النشر. خلال طفولة كيتسكوفا، باعت عائلتها المزرعة وانتقلت إلى كارلين قرب براغ، حيث أسس والدها شركة بناء وإعمار ناجحة. تخرجت كيتسكوفا عام 1870 ونالت جائزة من مدرسة براغ الثانوية للإناث. حصلت على إذن خاص لحضور الصفوف الدنيا في المدرسة الثانوية الدنيا في مالا سترانا وتقديم الامتحانات لأنها كانت متفوقة في دراستها. ثم سُمح لها حضور الصفوف العليا في المدرسة التي قُبلت فيها في الرابع والعشرين من شهر يوليو عام 1874. كان تخرجها نبأ مثيراً، فكانت أول امرأة تحصل على شهادة ثانوية ثانية في الأراضي التشيكية. في شهر أكتوبر، سجّلت اسمها في كلية الطب في جامعة زيوريخ كي تدرس هناك، لأن دراسة الطب لم تكن متاحة للنساء في بوهيميا، والتحقت عام 1875 بزميلتها وابنة بلدها آنا بايروفا. لم تتفق السيدتان جيداً، وتركت بايروفا جامعة زيوريخ قبل تخرجها كي تنهي دارستها في مدينة بيرن عام 1881.
في العام الأخير من دراستها، عُينت كيتسكوفا بمنصب مساعد في العيادة النسائية ضمن مستشفى جامعة زيوريخ. تخرجت في الرابع من شهر أغسطس عام 1880، وكانت أطروحتها بعنوان «القسم الرغامي من الحلق والرقبة». خططت للعودة إلى براغ ونشر أطروحتها وافتتاح عيادة طبية، لكنها لاقت معارضة كبيرة من طرف زملائها الذكور. امتلكت كيتسكوفا المال الكافي من تركة والدها كي تفتتح عيادة طبية، لكنها حاولت، على مدار عامين، المطالبة بحقها في تسجيل اسمها ضمن لائحة الأطباء، وتلقت الدعم من أصدقائها ذوي النفوذ والجماعات النسائية، لكنها لم تستطع فعل ذلك. ولم تستفد من الدعوة التي وجهها بروفيسورٌ في كلية الطب في براغ، وهو الذي أرسل طلبها إلى وزارة الثقافة والتعليم، لكن الطلب أُهمل أيضاً بحجة أنها حصلت على شهادتها من الخارج وليس ضمن الامبراطورية النمساوية–المجرية. رُفض أيضاً طلبها بإجراء امتحانٍ لها في جامعة براغ. لذا عيّنت محامٍ كي يستأنف طلبها في المحكمة العليا في فيينا. رُفض طلبها أيضاً، والحجة هنا أن النساء النمساويات لم يُسمح لهن بالدراسة في الجامعة، لذا ليس بإمكانهن الحصول على الشهادة. مُنعت كيتسكوفا من العمل في المجال الذي اختارته، ولم تستطع فعل ذلك إلا إذا غادرت البلاد. لذا قررت العودة إلى المدرسة وتلقي دروسٍ في طب النساء والقبالة من كلية الطب في جامعة فيينا.

## مسيرتها المهنية
عادت كيتسكوفا إلى كارلين بعد تخرجها من جامعة فيينا وافتتحت عيادة قبالة عام 1883. توسع عملها على الفور، وأصبحت النساء من كافة الفئات الاجتماعة تزورها، فانتقلت أخيراً إلى براغ. بعدما عملت لنحو عقد من الزمن، أعلنت الحكومة عام 1892 في ملصق إعلاني عن حاجتها لطبيبَين كي يتقدما لمنصبين شاغرين في البوسنة والهرسك. لم يسمح للرجال بلمس النساء المسلمات، لذا كان المنصبان متاحَين للنساء فقط. عُيّنت كيتسكوفا، من بين 6 متقدمات، في مدينة موستار، بينما أُرسلت الطبيبة البولندية تيودورا كراييفسكا إلى مدينة توزلا. وصلت كيتسكوفا إلى موستار في الحادي عشر من شهر يناير عام 1893، وقُبلت في هذه الوظيفة رسمياً بصفتها طبيبة مؤقتة. عالجت كيتسكوفا زوجة المفتي الإسلامي على أفندي دجافيتشي، وتغلبت على سوء الظن الذي كنّه الناس المحليون لها، وازداد عدد مرضاها. لاقت كيتسكوفا ظروفاً مختلفة جداً عما اعتادت عليه. فكان على الأطباء الرجال معاينة وتشخيص المريضات بدون لمسهن أو فحصهن. بالتالي، كانت النساء في عزلة تامة، ولم يعرفن شيئاً عن النظافة أو التغذية الصحية، خاصة أن التعليم لم يكن متاحاً لهن.
مزجت كيتسكوفا بين العلاج والتثقيف الصحي، وكتبت مقالات أرسلتها إلى بوهيميا تصف فيها جولاتها الطبية، فكانت تنتقل مع مساعدتين لها وسائق باستخدام القطار والحصان، وأخيراً سيراً على الأقدام، كي تصل إلى مرضاها. عالجت كيتسكوفا المرضى وقدمت لهم اللقاحات وألقت محاضرات تثقيفية، وجمعت معلومات إحصائية عن السكان. تطلبت منها إحدى الدراسات الانتقال إلى عددٍ من القرى خلال 6 أسابيع لتكشف عن النساء المصابات بالزهري. شملت إحصائيات كيتسكوفا بيانات حول علم أسباب الأمراض، درست فيه عادات البوسنيين ونظامهم الغذائي ومسكنهم وأسلوب حياتهم وتعدادهم السكاني واعتقادهم الديني، فكانت تسعى إلى نقل المعلومات الصحيحة لإزالة الصورة النمطية والكراهية حول هذا الشعب، وخلق بيئة قادرة على تحسين الصحة والتعليم في هذا البلد. في عام 1896، أصبح منصبها دائماً، وفي عام 1900، بدأت تدرّس في ثانوية موستار للإناث عن الصحة. فكانت تعطي دروساً عن التشريح والتمريض العملي. درّست كيتسكوفا وألّفت مقالاتها باللغة الكرواتية. وظهرت مقالاتها في صحفٍ بوهيمية مثل «أوراق النساء» و«السيدة»، وكانت تلك المقالات حول مواضيع عديدة، مثل الشرب والتغذية والسل، ونُشرت تلك المقالات من عام 1897 وحتى عام 1910.

## وفاتها وإرثها
أُصيبت كيتسكوفا بسلسلة من المشاكل الصحية عندما كبرت، وأغلب تلك المشاكل مرتبطة بداء السكري. زارت كيتسكوفا مدينة كارلوفي فاري للاستجمام عدة مرات، وفي إحدى المرات، قررت زيارة أختها في كوستوملاتي ناد لابم، حيث توفت هناك في السابع عشر من شهر أكتوبر عام 1911.